# Weinland Zurighese

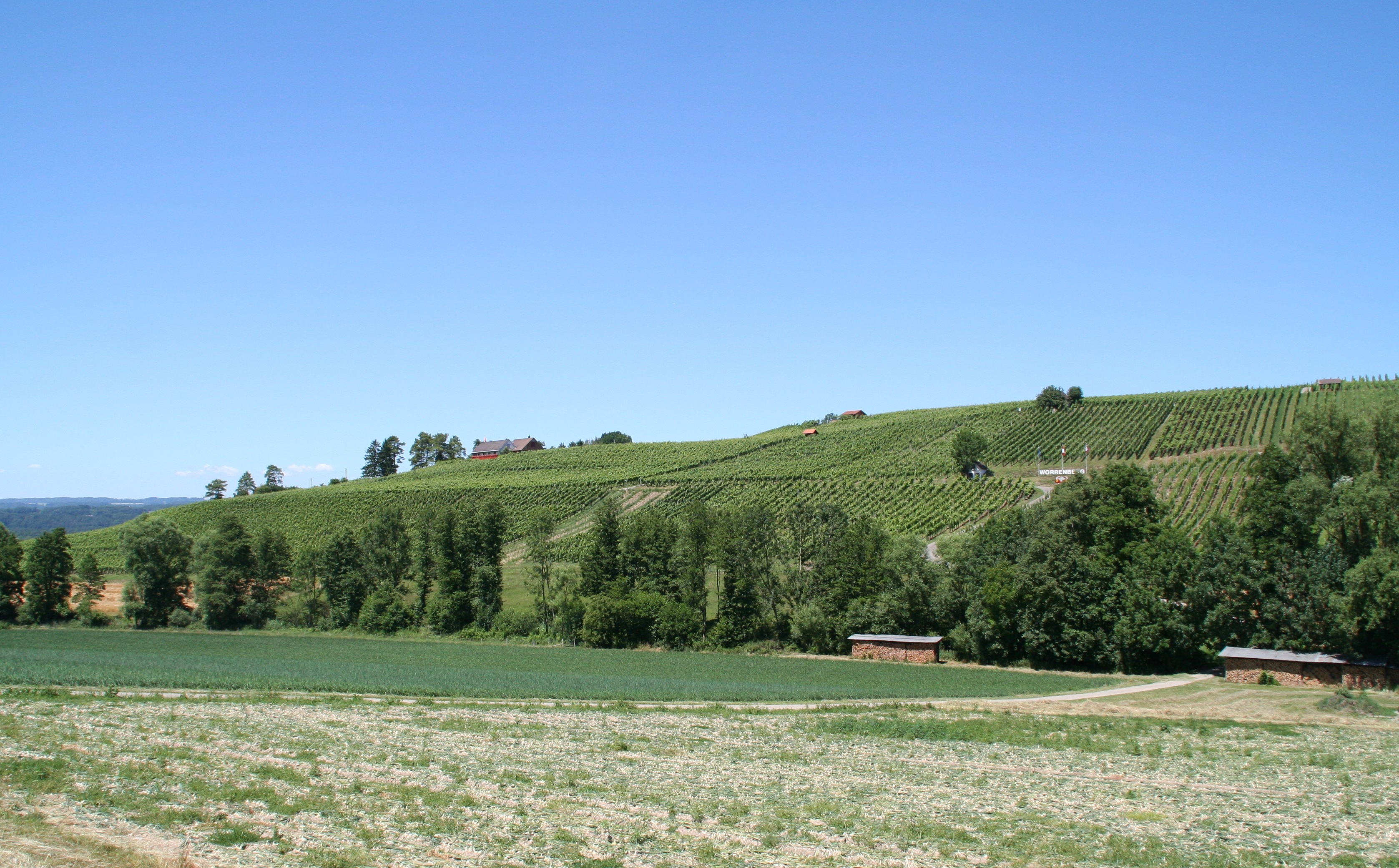
Vigneti presso Volken

Il Weinland Zurighese (tedesco:"Zürcher Weinland") è una regione nel nord del cantone di Zurigo, in Svizzera.
Il Weinland è delimitato a ovest e a nord dal Reno, confina a est con il Canton Turgovia da cui lo separa la dorsale del Cholfirst e a sud con l'Irchel e con la città di Winterthur, coincidendo all'incirca col distretto di Andelfingen. La regione ha ancora un carattere relativamente rurale. Il clima è relativamente mite e ricco di sole.

## Possibile sito per rifiuti radioattivi
Dal 1990, il Weinland è considerato un possibile sito per un deposito di scorie radioattive a causa dei suoi strati geologici profondi composti da argilla opalina. Nel mese di gennaio 2015, la Nagra ha ristretto i siti idonei a depositi di scorie dagli originali tre siti per scorie altamente radioattive (SAA) e sei siti per rifiuti radioattivi a bassa e media radioattività (ILW) a due località: la regione del Bözberg in Argovia e la Weinland Zurighese. Entrambe le regioni sono di conseguenza ritenute geologicamente e tecnicamente idonee per uno stoccaggio combinato SAA e ILW. Quale sito (o siti, se una regione otterrà un deposito SAA e l'altra un deposito SMA) verrà selezionato, infine, lo decideranno in seguito la NAGRA, l'IFSN e, a livello politico, il parlamento federale ed, eventualmente, un referendum.
Gli impianti di superficie per il deposito sono previsti sul territorio dei comuni di Rheinau e Marthalen.